# Adenosintrifosfat
Adenosintrifosfat (ATP) er en organisk kemisk forbindelse, der fungerer som biologisk energi- og effektormolekyle og indgår i mange vigtige cellulære processer. Molekylets fosfatbindinger indeholder en stor mængde energi, som frigøres ved fraspaltning af en eller to fosfatgrupper, hvilket resulterer i dannelsen af henholdsvis adenosindifosfat (ADP) og adenosinmonofosfat (AMP). Denne spaltningsprocess kaldes hydrolyse.
Fosfatbindinger er meget energirige, og organismer har enzymsystemer, der kan formidle den nødvendige energi ved påsætning af en fosfatenhed, og andre som kan frisætte energien ved fraspaltning af en fosfatenhed.
ATP er den vigtigste kilde til energi i celler. ATP-molekylerne forbruges hyppigst i denne forsimplede reaktion:
ATP → ADP + Pi + energi
og gendannes ved den omvendte reaktion. Visse reaktioner omdanner ATP til AMP og pyrofosfat i stedet.
Ved aerob forbrænding af glukose dannes der netto 38 molekyler ATP ud fra ADP og Pi pr. molekyle glukose der bliver nedbrudt. Ikke alle celler forbrænder glukose, og ATP kan dannes ved andre processer end nedbrydning af glukose. F.eks. ved fosforylering af ADP med andre nukleotidtrifosfater:
ADP + GTP → ATP + GDP
Dannelsen af ATP sker dels i cellernes cytoplasma, dels i mitokondrierne. I mitokondrierne sker den aerobe nedbrydning af glukose, som stiller energi til rådighed for opbygning af ATP, der som nævnt er cellens primære energibærende molekyle.
Den ideelle nettoligning for sukkerstofskiftets ATP-dannelse er:
C6H12O6 + 6O2 + 32 ADP + 32Pi → 6CO2 + 6H2O + 30/32 ATP
Reelt dannes der aldrig så stor mængde ATP, da en del af energien tabes undervejs.

## Kemi
ATP er et organisk kemisk molekyle, som består af tre forskellige dele:
- en nitrogenholdig base, adenin, som er en heterocyklisk aromatisk ringstruktur.
- en femleddet sukkerring kaldet ribose
- tre fosfatgrupper, der er bundet sammen via fosfodiesterbindinger

## Biologisk funktion
Den eneste energikilde en celle bruger kommer fra spaltningen af energirige fosfatforbindelser som ATP, GTP, UTP og CTP. og nedbrydningen af næringsstoffer i stofskifteprocesser fører i sidste ende til dannelse af disse molekyler. F.eks. dannes der 30/32 ATP-molekyler ved nedbrydning af glukose i respirationen:
C6H12O6 + 6O2 + 32 ADP + 32Pi → 6CO2 + 6H2O + 30/32 ATP
En lang række proteiner anvender energien og forskellen på hovedsageligt ATP og ADP til at antage forskellige funktionelle tilstande og drive biokemiske reaktioner, der ellers ikke ville kunne finde sted.
ATP bruges også ved dannelse af RNA under transkriptionsprocessen. Under dannelse af DNA (replikation) bruges 2'-deoxyformen af ATP, dATP.